# Catocala coccinata
Catocala coccinata là một loài bướm đêm thuộc họ Erebidae. Nó được tìm thấy ở miền nam Canada và miền đông Hoa Kỳ, following river valleys onto the Great Plains và down tới Florida.
Sải cánh dài 57–70 mm. Con trưởng thành bay từ tháng 6 đến tháng 9 tùy theo địa điểm.
Ấu trùng ăn các loài Quercus, bao gồm Quercus macrocarpa.

## Phụ loài
- Catocala coccinata coccinata
- Catocala coccinata sinuosa (Florida)

## Hình ảnh

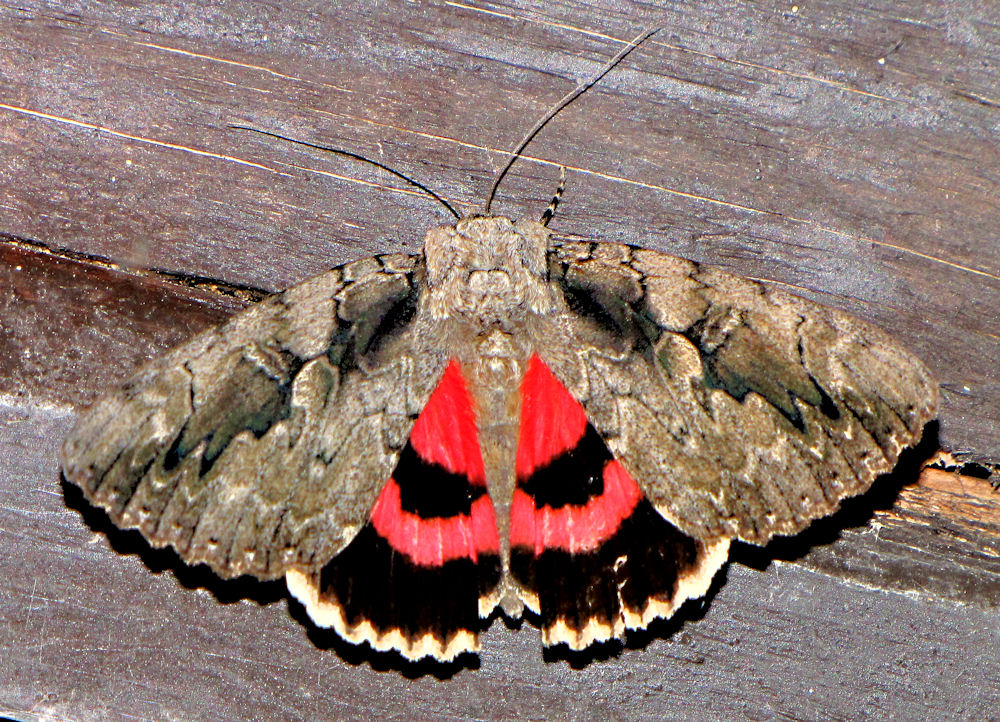
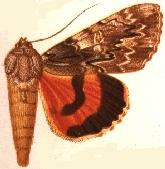